# Esbo å
Esbo å el. Esboån (finska Espoonjoki) är en å i Esbo stad, Nyland, Finland. Esboåns tillflödesområde sträcker sig mot Lukträsket i norr och mot Biskopsböle, Vanda, i nordost och har en yta på 132 km². De största sjöarna är Bodom träsk och Långträsk. Ån börjar vid Kyrkträsket i Esbo, där Glims- och Glomsåarna förenas med varandra. Esboån flyter genom Esbodalen, som var en havsvik efter den senaste istiden . Den avrinner efter 7 km till Esboviken (i Finska viken) med en medelströmning på 1,7 m³/s. Ån är rik på fisk, ss. abborrar, gäddor och öringar .